# Engelbert Mulorz
Engelbert Mulorz (ur. 26 października 1889 w Zdzieszowicach, zm. 14 grudnia 1979 w Bydgoszczy) – bydgoski organista, pianista, dyrygent, długoletni chórmistrz (1920–1969) Towarzystwa Śpiewu "Święty Wojciech" w Bydgoszczy. 

## Życiorys
Urodził się 26 października 1889 r. Był synem Franciszka, muzyka amatora i dyrygenta kapeli wiejskiej we wsi Zdzieszowice koło Strzelec Opolskich oraz Marii z domu Mocka. 
Szkołę ludową ukończył w rodzinnej wsi, gdzie też u miejscowego nauczyciela i organisty uczył się gry na fortepianie i organach. Po ukończeniu w 1908 r. Konserwatorium Muzycznego w Bytomiu przez cztery lata grał w orkiestrze kameralnej i symfonicznej w Rudzie Śląskiej. W latach 1912–1925 studiował w Akademii Muzyki Kościelnej w Ratyzbonie (Akwizgran), gdzie poznał kilku Polaków, m.in. Mikołaja Karaśkiewicza.
Z dyplomem wirtuoza organowego i dyrygenta, został wcielony do armii niemieckiej i walczył na froncie zachodnim. W grudniu 1918 r. wrócił do Zdzieszowic, ale – za prowadzenie agitacji na rzecz powrotu Opolszczyzny do Polski – musiał uciekać ze Śląska. W listopadzie 1919 r. osiedlił się w Bydgoszczy, idąc tropem swego przyjaciela Mikołaja Karaśkiewicza. W styczniu 1920 r. objął stanowisko organisty w kościele farnym pw. św. Marcina i Mikołaja. Początkowo nauczał śpiewu w Miejskim Gimnazjum Matematyczno-Przyrodniczym im. Mikołaja Kopernika przy ul. Kopernika 1. Od 1921 r. przez wiele lat uczył gry na organach w Bydgoskim Konserwatorium Muzycznym Wilhelma von Winterfelda. 
W bydgoskiej farze przez 49 lat pełnił rolę organisty i chórmistrza najstarszego bydgoskiego Towarzystwa Śpiewu „Św. Wojciech”. Nazywano go mistrzem improwizacji i wirtuozem. Często wykonywał własne kompozycje. W 1956 r. skomponował pieśń do Matki Bożej Bydgoskiej. Należał do czołówki bydgoskich dyrygentów. Dyrygował też chórem „Hasło” (1923–1924), a w latach 1926–1927 pełnił funkcję dyrektora artystycznego XXI Okręgu Kół Śpiewaczych.
Zmarł 14 grudnia 1979 r. w Bydgoszczy. Został pochowany na cmentarzu Nowofarnym przy ul. Artyleryjskiej.